# 130 Електра
130 Електра (130 Elektra) — астероїд головного поясу, відкритий 17 лютого 1873 року.
Тіссеранів параметр щодо Юпітера — 3,062.